# Andrés Monti
Andrés Monti (fl. XX secolo) è stato un calciatore argentino, di ruolo centrocampista.

## Carriera
Gioca tra il 1927 e il 1931 9 partite per il Talleres de Remedios, senza andare a segno.